# Charo Cofré
María Rosario "Charo" Cofré Garcés (Santiago, 19 de julio de 1950) es una cantante y música chilena, miembro de la llamada Nueva Canción Chilena, e intérprete y compositora de música infantil.
Se hizo especialmente conocida en su país por la canción infantil «A la ronda ronda» y por su versión de la canción «Mi río» de Julio Numhauser, con la cual ganó la competencia folclórica del XIV Festival Internacional de la Canción de Viña del Mar en 1973. El año anterior, había lanzado el disco Tolín, tolín, tolán, el cual fue, a pesar de su temática infantil, un éxito total. Más tarde, debió exiliarse en Italia, producto del golpe de Estado que dio inicio a la dictadura militar en Chile. En Italia continuó su carrera junto con el documentalista y músico Hugo Arévalo Villarreal. 
Al regresar a Chile, participó junto a su cónyuge en el programa de TVN Los musicantes, y además creó en el Barrio Bellavista de Santiago la peña folclórica La Candela. El año 2011, el grupo musical Tikitiklip le rindió homenaje al crear nuevas versiones de los temas presentes en su Tolín, tolín, tolán para su primer álbum. Finalmente, Cofré fijó su residencia en Isla Negra.

## Discografía
- 1971 - Charo Cofré
- 1972 - Tolín, tolín, tolán
- 1975 - El canto de Chile
- 1975 - Sólo digo compañeros (con Hugo Arévalo, Italia)
- 1976 - Cantos campesinos de Chile, vol. I (con Hugo Arévalo, Italia)
- 1976 - Cantos campesinos de Chile, vol. II (con Hugo Arévalo, Italia)
- 1984 - En esta Ausencia (con Hugo Arévalo, Italia)
- 1985 - ¿En dónde tejemos la ronda? (con Hugo Arévalo, Italia)
- 1990 - En "La Candela" (con Hugo Arévalo)